# Superfinal de Liga Prom 2024
La Superfinal de Ascenso de la Liga Prom 2024 es el último partido de la temporada 2024 del fútbol de segunda división de Panamá. Disputado por el equipo campeón del Torneo Apertura y el Torneo Clausura.
El Sporting S. M. II se coronó campeón del torneo Apertura 2024 venciendo 2-1 al Mario Méndez FC en el COS Sports Plaza, por lo cual obtuvo un cupo en el torneo. Así mismo el C. D. Plaza Amador II logró consagrarse campeón del Torneo Clausura 2024 venciendo 2-1 al San Francisco FC II, en el Yappy Park. Ya que ninguno de los dos clubes podrá optar por el ascenso a la Primera División, por ser equipos filiales, el partido solo definirá el club que recibirá el pago de la multa impuesta al Veraguas United FC, último lugar de la temporada 2024 de la LPF.

## Participantes
|  |  | Sporting SM II     |  | Campeón del Torneo Apertura (2024) |
|  |  | CD Plaza Amador II |  | Campeón del Torneo Clausura (2024) |

## Desarrollo

### Sede
- La sede elegida fue el COS Sports Plaza en el distrito de Panamá, en la provincia de Panamá.

|                                                                                   |
|                                                                                   |
| COS Sports Plaza Ciudad: distrito de Panamá, Panamá Capacidad: 1 100 espectadores |

## Final

### Sporting S. M. II - C. D. Plaza Amador II
| Final; 6 de diciembre de 2024, 20:00 | Sporting SM II |  | CD Plaza Amador | COS Sports Plaza, Panamá, Panamá |  |
|                                      |                |  |                 | Árbitro(s):                      |  |